# Herbert I. z Vermandois
Herbert I. z Vermandois (848/850? – 907) byl franský šlechtic, hrabě z Vermandois, hrabě ze Soissons a laický opat Saint-Quentin a Saint-Crépin. Na přelomu 9. a 10. století hrál významnou roli v Západofranské říši.
Herbert byl synem Pipina z Vermandois a jeden z pravnuků Pipina Italského, syna Karla Velikého. Byl patrně matrilineárním potomkem Nibelungidů. Informace o jeho mládí se nedochovaly. Je známo, že se před rokem 889 stal hrabětem ze Soissons a hrabětem z Vermandois, včetně pevností Péronne a Meulan. Pravděpodobně byl pověřen obranou území kolem řeky Oise proti vikingským nájezdníkům. Sňatkovou politikou si zajistil spojenectví s králem, když provdal svou dreru Beatrix z Vermandois s Robertem I. Francouzským, jako jeho druhou manželku. Součástí této dohody byl také sňatek jeho syna Herberta II. z Vermandois s Adélou Francouzskou, Robertovou dcerou z prvního manželství. Další dcera, Cunegonda, se provdala za Oda z Wetterau.
Herbert byl současníkem Balduina II. Flanderského, přičemž ovládal Saint-Quentin i Péronne a jeho aktivity v údolí řeky Somma, zejména pak vražda Balduinova bratra Raoula v roce 896, mohly být příčinou toho, že ho Balduin II. Flanderský nechal v roce 907 zavraždit.